# Would You?
«Would You?» — пісня бельгійської співачки Iris, з якою вона представляла Бельгію на пісенному конкурсі Євробачення 2012 в Баку. За результатами першого півфіналу, який відбувся 22 травня 2012 року, композиція не пройшла до фіналу.